# مطار راجا
مطار راجا هو مطار يخدم مدينة راجا في ولاية غرب بحر الغزال إحدى ولايات إقليم بحر الغزال في جنوب السودان.